# Championnat de Guadeloupe de football 2011-2012
La Saison 2011-2012 du Championnat de Guadeloupe de football est la soixantième saison de la Division d'Honneur guadeloupéenne et qui met aux prises 14 clubs pour le titre de Champion de Guadeloupe de football. Le Club Sportif Moulien, champion en titre, remet son titre en jeu.
La formule reste la même avec un système de points identique (4 points pour une victoire, 2 points pour un match nul et 1 point pour une défaite). À la fin de saison, les quatre premiers seront qualifiés pour la Ligue Antilles et les 3 derniers seront relégués en Promotion d'Honneur Régionale (deuxième division guadeloupéenne). Le champion sera qualifié pour le prochain Trophée des clubs champions qui se jouera en Martinique.

## Clubs
Liste effectuée en fonction du classement des équipes à la fin du championnat 2010-2011
- Jeunesse Sportive de Vieux-Habitants, Champion en titre, Qualifié pour la Ligue Antilles 2011
- Club Sportif Moulien, Qualifié pour la Ligue Antilles 2011
- Etoile de Morne-à-l'eau, Qualifié pour la Ligue Antilles 2011
- Association de la Jeunesse Sportive Saintoise de Terre-de-Haut, Qualifié pour la Ligue Antilles 2011
- Gauloise de Basse-Terre
- Union Sainte-Rosienne
- Red Star de Pointe-à-Pitre
- Amical Club de Marie-Galante
- Evolucas de Petit-Bourg
- Stade Lamentinois
- Association Sportive des Dragons du Gosier
- Phare du Canal, promu
- Siroco des Abymes, promu
- ASG Juventus de Sainte-Anne, promu

## Classement final[1]
| Rang | Équipe                               | Pts | J  | G  | N  | P  | Bp | Bc | Diff |
| ---- | ------------------------------------ | --- | -- | -- | -- | -- | -- | -- | ---- |
| 1    | AJSS (C)                             | 73  | 26 | 13 | 8  | 5  | 41 | 29 | +12  |
| 2    | Etoile                               | 72  | 26 | 13 | 7  | 6  | 32 | 21 | +11  |
| 3    | Phare du Canal                       | 64  | 26 | 10 | 8  | 8  | 27 | 24 | +3   |
| 4    | Union Sainte-Rosienne                | 64  | 26 | 11 | 6  | 9  | 20 | 25 | -5   |
| 5    | Evolucas                             | 62  | 25 | 8  | 13 | 4  | 21 | 16 | +5   |
| 6    | Sirocco des Abymes                   | 59  | 26 | 8  | 9  | 9  | 23 | 25 | -2   |
| 7    | CS Moulien                           | 26  | 12 | 3  | 5  | 4  | 12 | 10 | +2   |
| 8    | AS Dragon                            | 58  | 26 | 7  | 11 | 8  | 26 | 28 | -2   |
| 9    | Jeunesse Sportive de Vieux-Habitants | 57  | 26 | 6  | 13 | 7  | 25 | 22 | +3   |
| 10   | Juventus Sainte-Anne                 | 57  | 26 | 7  | 10 | 9  | 18 | 19 | -1   |
| 11   | Stade Lamentinois                    | 57  | 26 | 8  | 7  | 11 | 22 | 28 | -6   |
| 12   | Amical Club                          | 55  | 26 | 6  | 11 | 9  | 20 | 23 | -3   |
| 13   | Étoile du Carmel                     | 53  | 25 | 6  | 10 | 9  | 21 | 26 | -5   |
| 14   | Gauloise de Basse-Terre              | 50  | 26 | 6  | 6  | 9  | 19 | 28 | -9   |

|  | Champion de Guadeloupe et qualification pour la Ligue Antilles 2012 et le Trophée des clubs champions 2011 |
|  | Qualification pour la Ligue Antilles 2012                                                                  |
|  | Relégation en Promotion d'Honneur Régionale (2e division)                                                  |